# آنجلوس چاریستیس
آنجلوس چاریستیس (یونانی: Άγγελος Χαριστέας؛ زادهٔ ۹ فوریهٔ ۱۹۸۰) یک بازیکن فوتبال اهل یونان است.
وی همچنین در تیم ملی فوتبال یونان بازی کرده‌است. و او گل مهم زا در فینال یورو ۲۰۰۴ را در مقابل پرتغال به ثمر رساند تا یک قهرمانی باور نکردنی اتفاق بیفتد.